# Music for Montserrat
«Music for Montserrat» (с англ. — «Музыка для Монсеррат») — благотворительный концерт, который состоялся в Королевском Альберт-Холле в Лондоне 15 сентября 1997 года. Мероприятие было организовано Джорджем Мартином, бывшим продюсером The Beatles и основателем Associated Independent Recording, с целью сбора средств для карибского острова Монтсеррат, пострадавшего в результате мощного извержения вулкана Суфриер-Хиллз в начале того же года.
В концерте приняли участие рок-музыканты, сотрудничавшие с Джорджем Мартином на различных этапах их карьеры; многие из них ранее записывали свои альбомы в его студии на острове Монтсеррат. Все доходы от продажи билетов и распространения DVD с записью мероприятия были направлены на восстановление и поддержку пострадавшего острова. В результате концерт собрал 1,5 миллиона фунтов стерлингов. Полученные средства были использованы как для оказания экстренной помощи, так и для финансирования строительства нового культурного центра на Монтсеррате. По завершении строительства в 2006 году Джордж Мартин передал центр в дар местному сообществу.

## История концерта
Остров Монтсеррат — британская заморская территория, в британской культуре прозванный «Изумрудным островом Карибского моря» из-за его сходства с прибрежными районами Ирландии.

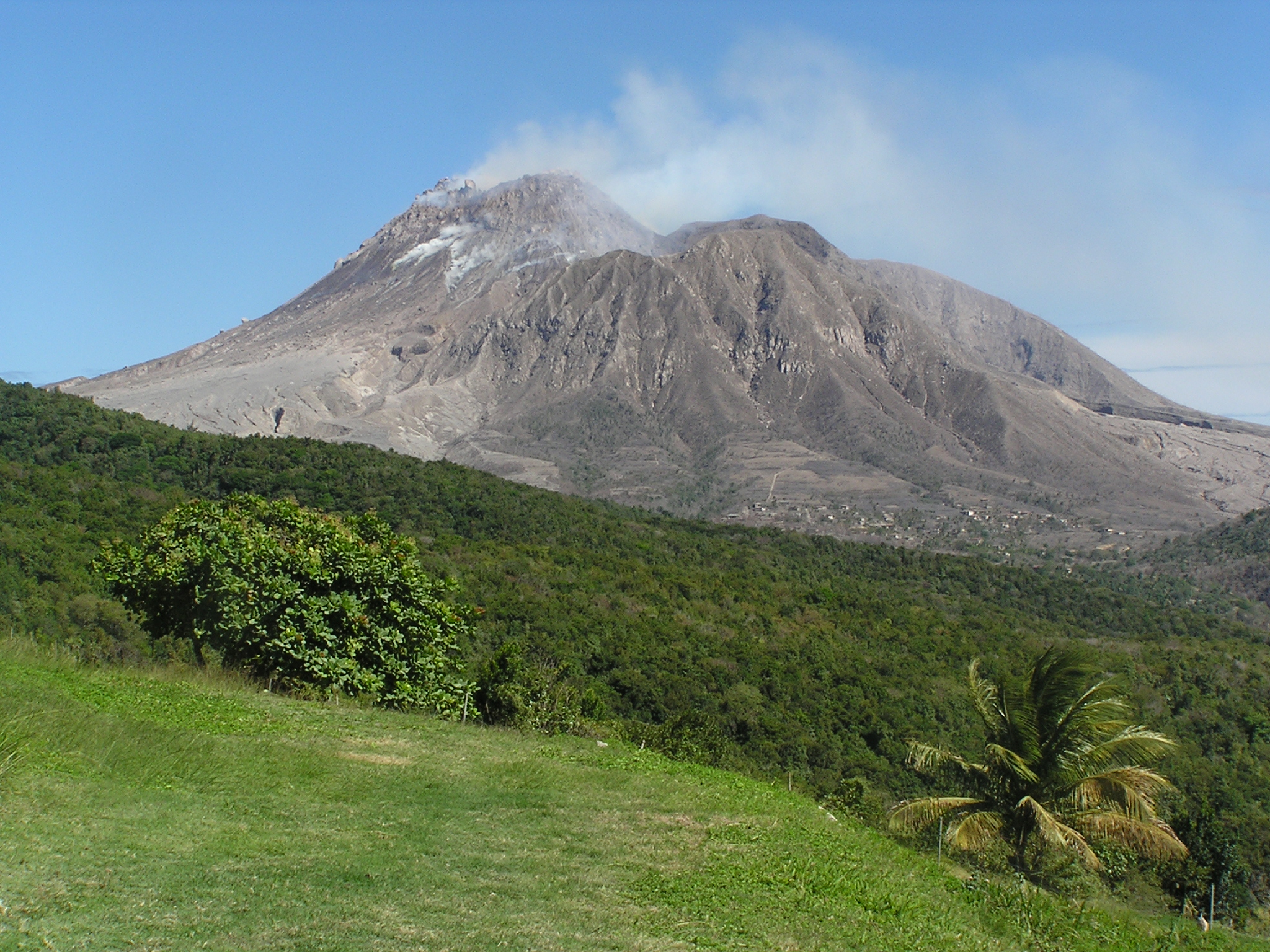
Вулкан Суфриер-Хиллз

В июле 1979 года студия звукозаписи Джорджа Мартина AIR Studios построила «AIR Montserrat» — студию звукозаписи, расположенную на западной стороне острова. Студия стала популярной у музыкантов, предлагая совмещение технических возможностей лондонской студии с размещением на экзотическом карибском острове. Американский кантри-рок-музыкант Джимми Баффет назвал свой альбом Volcano в честь вулкана Суфриер-Хиллз, у подножия которого находилась студия. В период с 1979 по 1989 год в студии было записано более 70 альбомов.
В сентябре 1989 года тропический ураган «Хьюго» пронесся по северо-восточному Карибскому региону, затронув около 2 миллионов человек. К моменту обрушения шторма на остров ему была присвоена категория 4, и он стал самым разрушительным ураганом на Монтсеррате за всю историю наблюдений: он разрушил энергетическую инфраструктуру острова и девяносто процентов зданий и сооружений. Здание студии AIR Montserrat было разрушено, была уничтожена большая часть записывающего оборудования. В июле 1995 года ранее спящий вулкан Суфриер-Хиллс стал активным и после трехлетнего периода повышенной сейсмической активности 25 июня 1997 года произошло катастрофическое извержение вулкана. Оно уничтожило большую часть общественной инфраструктуры на острове, включая аэропорт и портовые сооружения, что потребовало эвакуации южной части острова.
После катастрофического извержения вулкана Суфриер-Хиллз Джордж Мартин инициировал кампанию по сбору средств в поддержку сообщества острова Монтсеррат. Первым значимым мероприятием в рамках этой инициативы стал благотворительный концерт под названием Music for Montserrat, организованный в знаменитом лондонском концертном зале — Королевском Альберт-Холле.
Концерт был организован и спродюсирован Мартином, в нем приняли участие многие британские и американские рок-музыканты: Фил Коллинз, Рэй Купер, Карл Перкинс, Джимми Баффет, Марк Нопфлер, Стинг, Элтон Джон, Эрик Клэптон, Пол Маккартни. Подавляющее большинство участников концерта в разные годы сотрудничали с Джорджем Мартином или когда-то записывались или продюсировались в его студии на острове. Запись концерта была выпущена на DVD, в его состав были включены исполнение таких хитов, как «Your Song», «Layla», «Brothers in Arms», «Blue Suede Shoes», «Money for Nothing», «Yesterday», «Hey Jude». По словам сэра Джорджа Мартина и представителей Королевского Альберт-холла, все музыканты, выступавшие на благотворительном концерте, сделали это без гонораров.

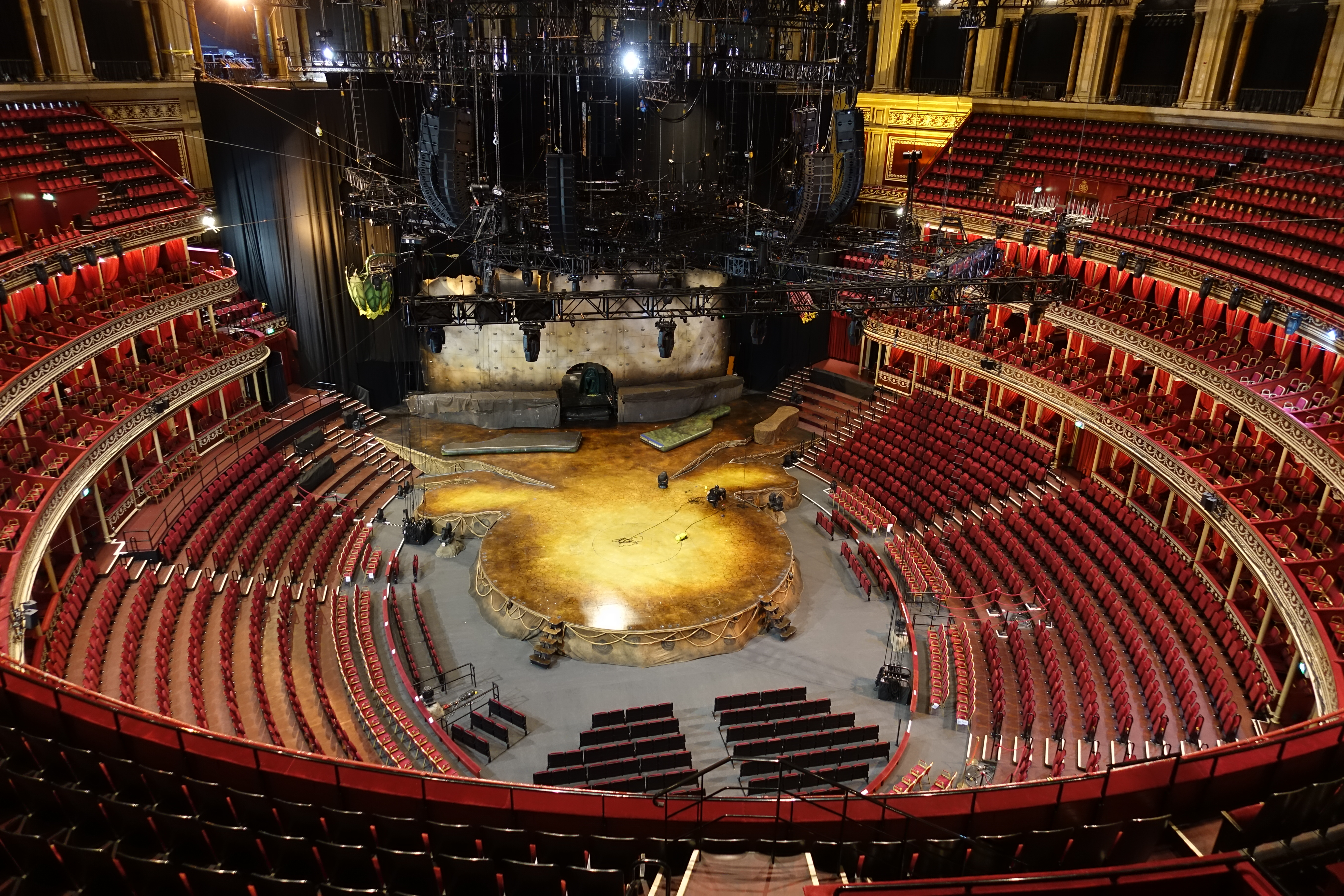
Королевский Альберт-холл

Поддержку выступающим артистам оказали группа и хор, организованные Мартином:

### Группа
- Робби Макинтош — гитара
- Фил Палмер — гитара
- Джон Гиблин — бас-гитара
- Ян Томас — ударные
- Пол «Уикс» Уикенс — клавишные

### Хор
- Лондонский общественный госпел-хор

## Список выступлений
1. Введение
2. Blue Suede Shoes — Карл Перкинс
3. Dancing with Tears in My Eyes — Мидж Юр
4. Vienna — Мидж Юр
5. In the Air Tonight — Фил Коллинз
6. Take Me Home — Фил Коллинз
7. Hot Hot Hot — Arrow
8. Volcano — Джимми Баффет
9. Going Home — Марк Нопфлер
10. Brothers in Arms — Марк Нопфлер
11. Money for Nothing — Марк Нопфлер
12. Fields of Gold — Стинг
13. Message in a Bottle — Стинг
14. Every Little Thing She Does Is Magic — Стинг
15. Your Song — Элтон Джон
16. Live Like Horses — Элтон Джон
17. Don’t Let the Sun Go Down On Me — Элтон Джон
18. Broken Hearted — Эрик Клэптон
19. Layla — Эрик Клэптон
20. Same Old Blues — Эрик Клэптон
21. Yesterday — Пол Маккартни
22. Golden Slumbers/Carry That Weight/The End — Пол Маккартни
23. Hey Jude — Пол Маккартни
24. Kansas City — Пол Маккартни

Трансляция 1997 года осуществлялись SkyTV на платной основе, а затем запись концерта была выпущена в формате DVD компаниями Eagle Entertainment и Image Entertainment. Релиз на DVD и VHS представляет собой сокращенную версию выступления, включающую некоторые из самых популярных песен, исполнявшихся во время концерта.

## Сбор средств
Продажа билетов на концерт 15 сентября 1997 года, выступления по телевидению и радио, а также продажа DVD позволили собрать 1 500 000 фунтов стерлингов для Фонда Монтсеррат сэра Джорджа Мартина. Эти средства были использованы для оказания немедленной краткосрочной помощи островитянам, чьи дома были разрушены, а также для финансирования нового культурного и общественного центра Монтсеррата. После концерта и общественного внимания, которое он привлек к разрушениям, вызванным извержением вулкана Суфриер-Хиллз, следующим мероприятием Джорджа Мартина по сбору средств стал выпуск пятисот литографий ограниченным тиражом с его партитурой для культовой песни «Yesterday» группы The Beatles 1965 года. Подписанная сэром Джорджем Мартином и сэром Полом Маккартни, выручка от этой продажи принесла еще 1,4 миллиона долларов США, которые пошли на строительство культурного и общественного центра. В общей сложности строительство Культурного центра Монсеррат обошлось почти в 3 миллиона долларов США. Вплоть до своей смерти в 2016 году Мартин продолжал выделять ресурсы на поддержку Монтсеррата и его сообщества.